# Duomo di Castelfranco Veneto

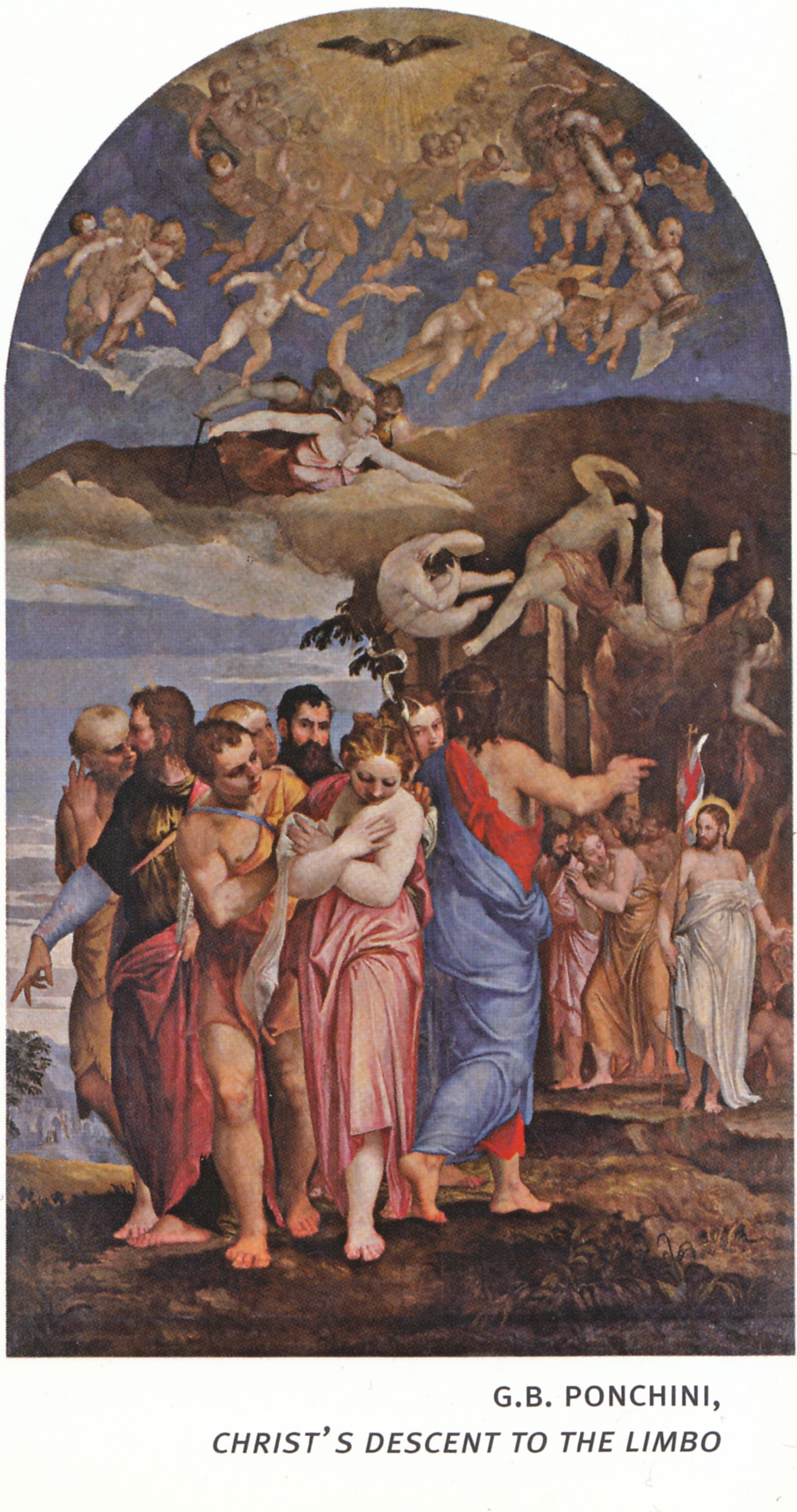

Il Duomo di Castelfranco Veneto, dedicato al patrono San Liberale, è la chiesa parrocchiale più importante della città veneta.
Si trova nel cuore del centro storico della città, entro il perimetro delle mura del castello e accanto a Casa Giorgione.
Il parroco si può fregiare dei titoli di arciprete, abate e protonotario apostolico; questi ultimi due furono concessi nel 1908 da papa Pio X che aveva frequentato Castelfranco durante gli anni della sua formazione.

## Storia
L'attuale fabbrica del duomo, risalente al XVIII secolo, fu edificata su progetto di Francesco Maria Preti, di cui è opera prima, il quale si ispirò alle forme del Redentore del Palladio.
Per consentirne la costruzione, fu necessario abbattere, oltre a un tratto delle antiche mura, la vecchia chiesa di Santa Maria Assunta, monumento romanico che fu sede dell'originaria Cappella Costanzo, per cui era stata pensata la pala del Giorgione nel XVI secolo.
Tra il 1892 e il 1893 fu realizzata l'attuale facciata, su progetto di Pio Finazzi.
L'arciprete del Duomo è abate mitrato.

## Descrizione

### Esterni
Il duomo è, già esternamente, un chiaro esempio di architettura neoclassica.
Si presenta con una facciata a salienti che dà sulla piazza antistante. La porzione centrale si mostra tripartita da semicolonne di ordine dorico, terminanti in un architrave sovrastata da un fregio con elementi geometrici. I diversi settori della facciata sono riempiti da riquadri intonacati di rosa; nel riquadro centrale si inscrive un cerchio con scritto in lingua latina MARIAE D.N. CAELO RECEPTAE AC D.LIBERALI PATR., a rendere nota la dedicazione della chiesa. La facciata è terminata da un grande frontone, sul quale poggiano tre statue rappresentanti Vergine e Santi.
Le due sporgenze laterali della facciata sono incorniciate da lesene doriche e sovrastate da due mezzi frontoni.
L'unica apertura è il portale d'ingresso, ornato solo da un semplice timpano e legato alla piazza da una gradinata.
Arretrato sul lato destro, sorge il campanile, una torre in laterizio ricavata dalla cinta muraria, con la cella campanaria aperta da monofore a tutto sesto con balaustrine e merlata sulla sommità. La torre ospita un concerto di otto campane in Re3, accordate secondo la scala modale misolidia, appartenenti a fonditori di epoca diversa. 

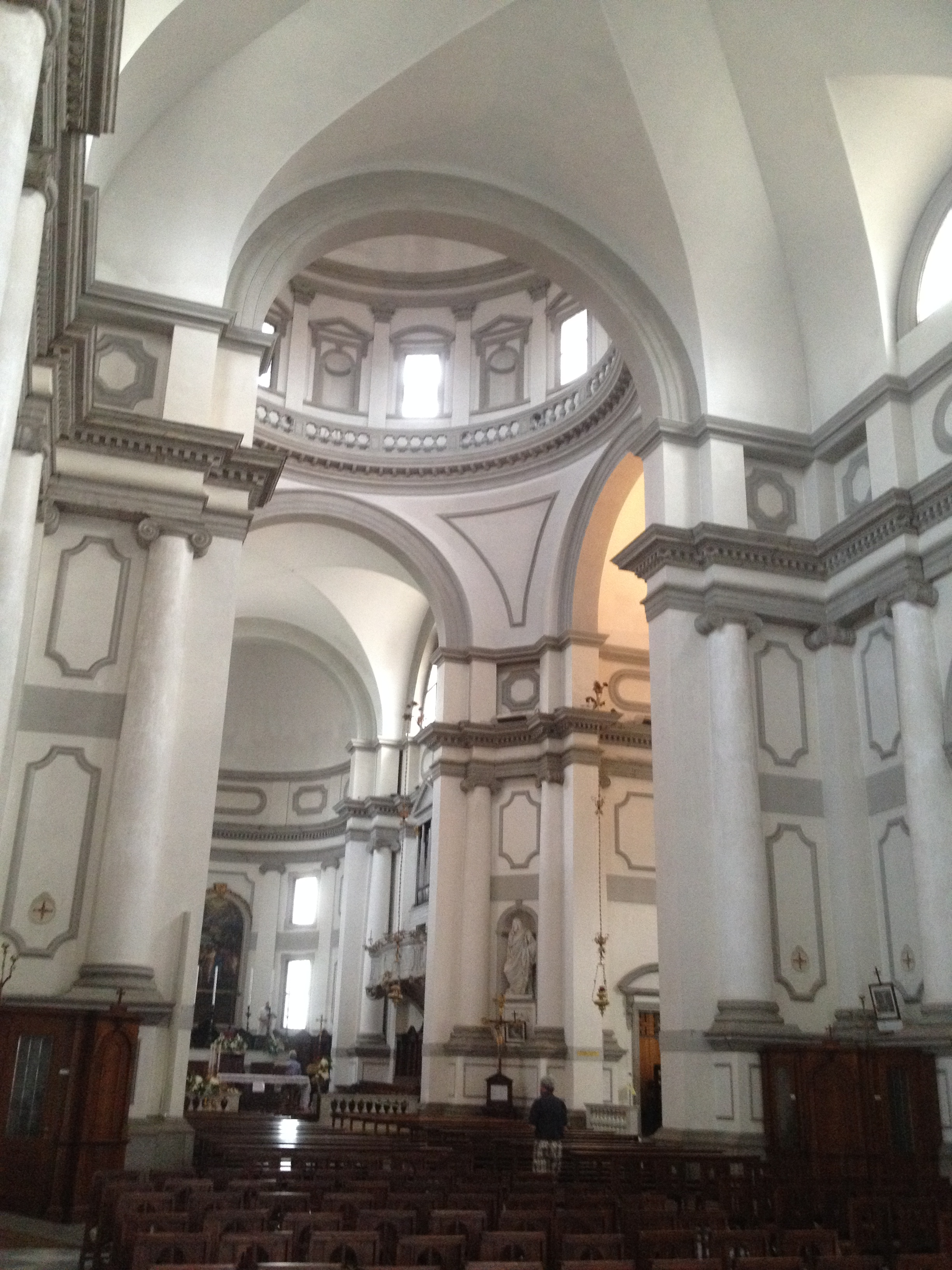
L'imponente interno

### Interni
L'interno del duomo è ad una navata, con pianta a croce latina.
All'intersezione col transetto si colloca una cupola.
Numerosi altari impreziosiscono i lati della navata.
La parte absidale è abbellita, dietro l'altare maggiore, da una Discesa dal Limbo di Giambattista Ponchino, mentre ai lati sono poste una Morte di San Severo di Domenico Pellegrini e un Martirio di San Sebastiano di Palma il Giovane.

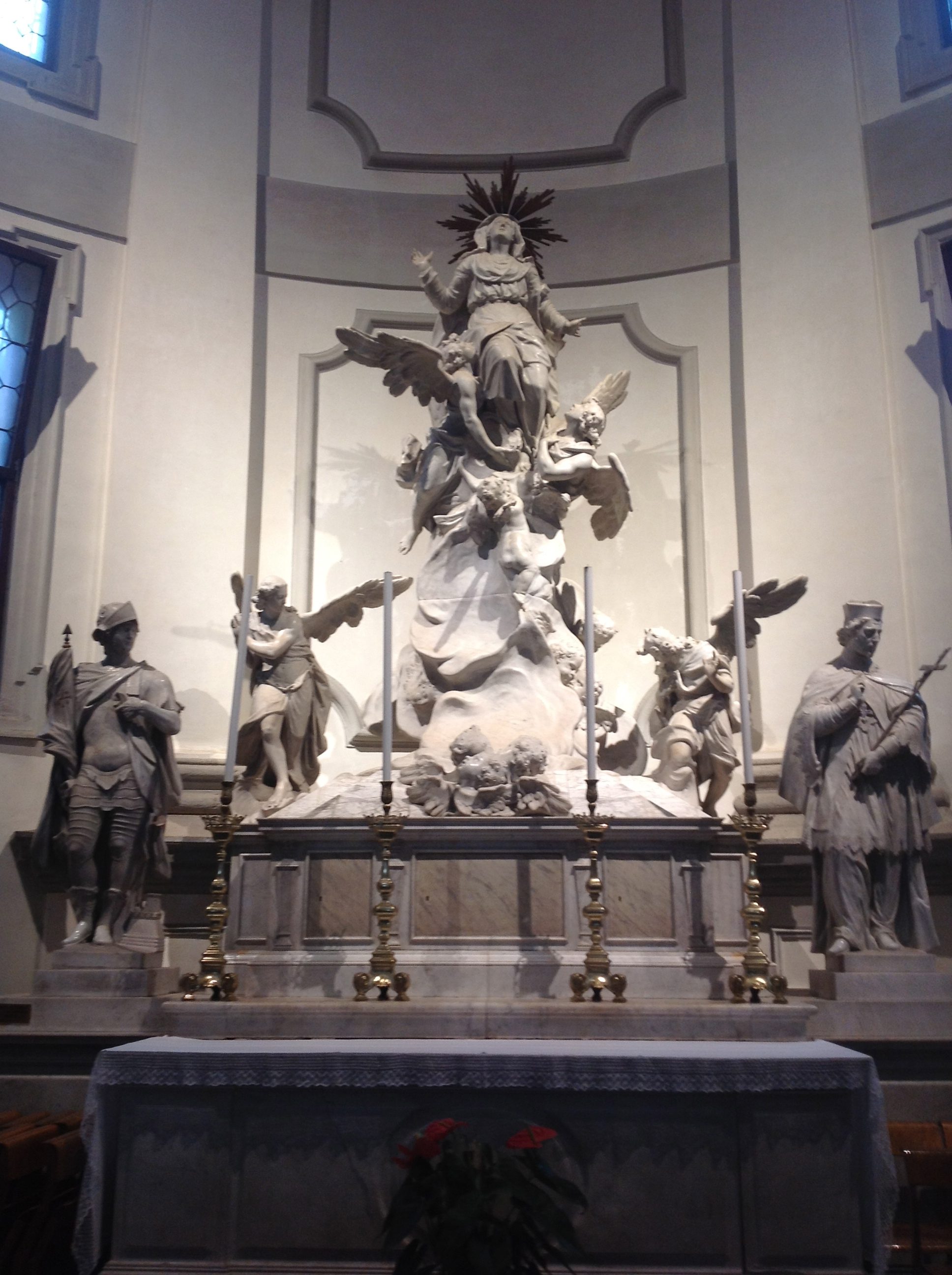
LAltare dell'Assunta (seconda metà del XVIII secolo), opera di Giuseppe Bernardi, detto Il Torretto

L'altare dell'Assunta presenta un'opera scultorea di Giuseppe Bernardi, detto Il Torretto.

#### Organo a canne
Ai lati del presbiterio, due cantorie gemelle ospitano il grande organo di Gaetano Callido del 1784. Restaurato e ampliato da Domenico Malvestio di Padova nel 1908, è dotato di due tastiere di 58 note (Do1 - La5) e pedaliera concava parallela di 27 note (Do1 - Re3) a trasmissione integralmente meccanica.

#### Cappella Costanzo e pala del Giorgione

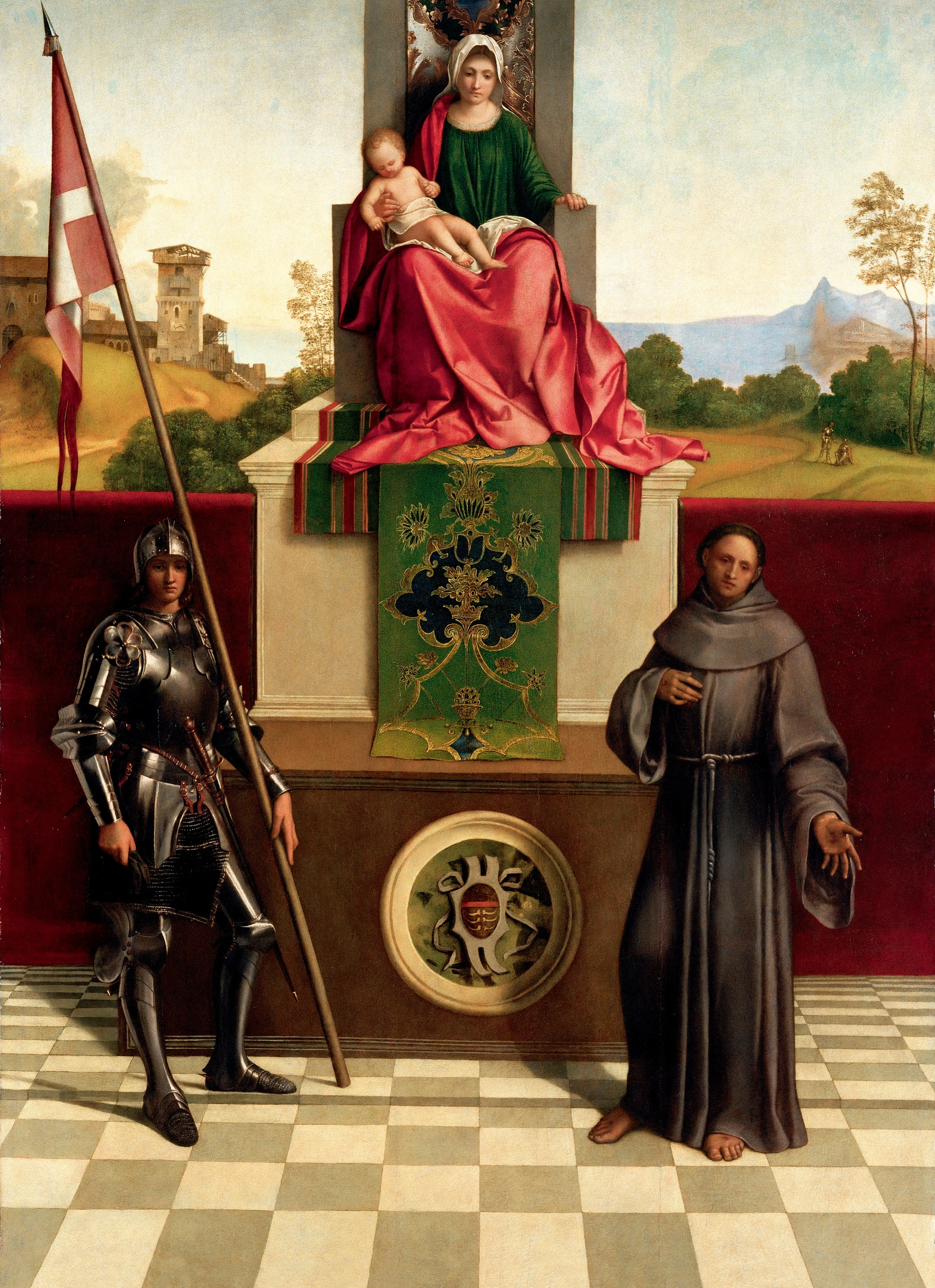
La pala del Giorgione

Nella Cappella Costanzo trova posto l'opera d'arte più significativa: Madonna in trono col Bambino tra i santi Liberale e Francesco o Pala di Castelfranco, opera del Giorgione, realizzata nel 1502, su commissione della ricca famiglia Costanzo, affinché occupasse questa cappella.
Trafugata nel 1972 e dopo sottoposta a un lungo restauro, l'opera è ritornata nel duomo a partire dal 2006.

#### Sacrestia
Nella sacrestia sono conservate numerose opere d'arte di valore; di seguito un elenco delle più importanti:
- Presentazione di Maria al Tempio di Palma il Giovane, già nella Chiesa di Santa Caterina di Treviso
- Santa Augusta di scuola veneta del XVII secolo
- Santi Filippo Neri e Ignazio di Loyola di Francesco Maffei
- San Rocco di Jacopo Bassano
- Santi Gioacchino e Anna di Francesco Beccaruzzi

##### Affreschi del Veronese

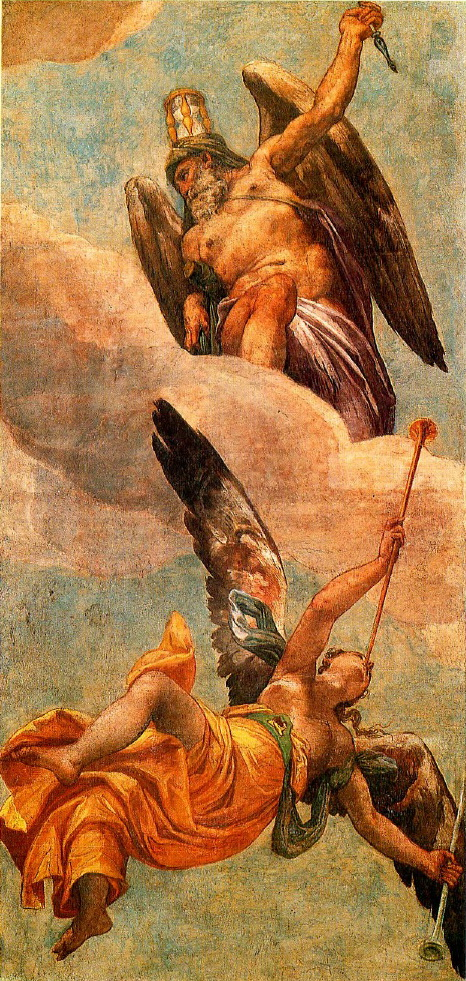
Paolo Veronese - Il Tempo e la Fama.

Nel 1551 l'architetto Michele Sanmicheli chiamò Paolo Veronese e Giovanni Battista Zelotti per affrescare la villa Soranzo, a Treville, nei pressi di Castelfranco Veneto. L'impegno è certamente congeniale ai due giovani pittori veronesi, che diedero libero sfogo alle loro fantasiose invenzioni.
La villa, già abbandonata da molti anni, fu completamente distrutta nel 1818, ma alcuni frammenti furono staccati e la maggior parte di questi è conservata nella Sacrestia  del Duomo.
Da quel poco che è rimasto e da antiche descrizioni è stato ricostruito il complesso sistema ornamentale elaborato dal Veronese, con balaustre e finte architetture che incorniciavano figure mitologiche, storiche ed allegoriche, spesso con arditi scorci scenografici e prospettici.
L'agilità delle torsioni rese il Veronese famoso anche fuori delle città in cui operava, tanto che l'anno successivo  fu chiamato dal cardinale Ercole Gonzaga gli commissionò la pala per uno dei nuovi altari disegnati da Giulio Romano nel Duomo di Mantova.
Il frammento di maggiore dimensione (353 x 168 cm) raffigura Il Tempo e la Fama e mostra la freschissima fantasia compositiva del Veronese ed il suo virtuosismo prospettico, mentre la luce limpidissima e la robusta struttura delle figure rimandano ai prototipi di Michelangelo e di Raffaello.

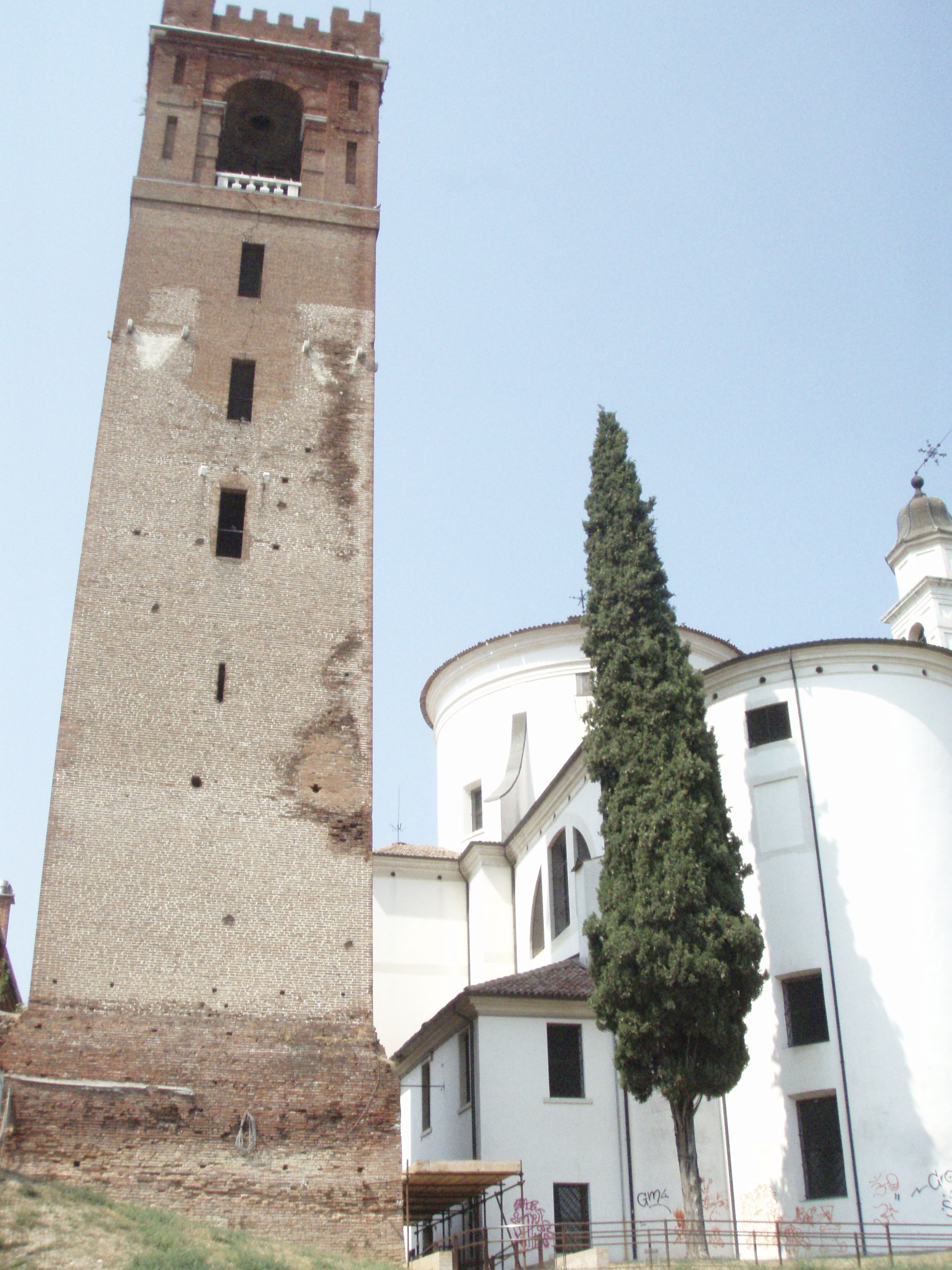
La Torre campanaria e le absidi

Oltre a quattro tondi di putti, nella Sacrestia sono conservate due figure simboliche delle virtù: La Giustizia e La Temperanza ,  entrambe di circa 200 x 100 cm. Sono tra i primi esempi dell'ideale di bellezza del Veronese, rappresentata da ragazze bionde, splendide e prosperose, che da questo momento in poi sarà una tipica caratteristica della pittura veneta.

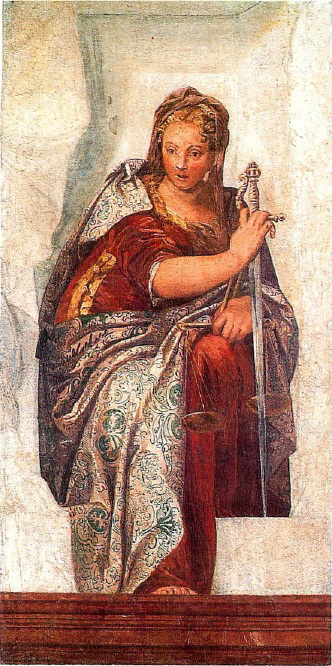
La Giustizia.
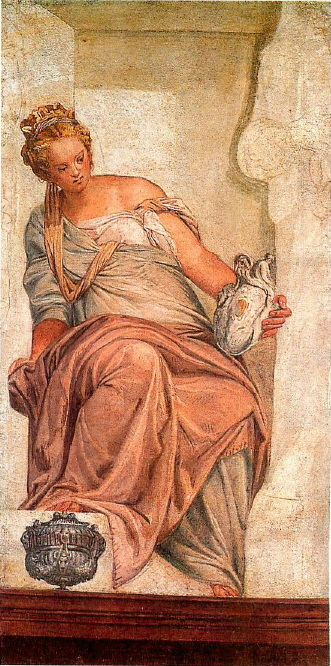
La Temperanza.